# Штауббах (водоспад)
Штауббах (нім. Staubbachfall) — водоспад у Швейцарії, розташований на захід від Лаутербруннена в Бернському нагір'ї. Водоспад має висоту 297 метрів і спадає з висячої долини, яка закінчується навислими скелями над Вайсе Лютшине.
Штауббах — один із 72 водоспадів долини Лаутербруннен та є третім за висотою водоспадом у Швейцарії загалом та найвищим вільно падаючим водоспадом у Швейцарії.
Водоспад живиться танучим снігом з льодовиків регіону Юнгфрау. Назва водоспаду перекладається як «Пиловий потік», «пил» має на увазі дрібний водяний пил, що утворюється, коли сильний вітер розпилює воду в повітрі, створюючи враження, ніби потік розчиняється у хмарі бризок. Вперше був вимірян у 18 столітті.
Коли потік досягає краю скелястих стін долини, він утворює високий каскад, який майже зникає у бризках, перш ніж досягти дна. Під час дощів та на початку сезону танення снігу водоспад Штауббах справляє особливо сильне враження. У цей час потік настільки потужний, що вода виноситься за край прірви й спадає у вигляді дрібного водяного пилу, що, змішуючись із бризками, коливається від найменшого подиху вітру. У посушливі літні місяці, коли обсяг води значно зменшується, візуальний ефект помітно слабшає.
Візит Йоганна Вольфганга фон Ґете в 1779 році надихнув його на вірш «Пісня духів над водами».
Водоспади були зображені на швейцарській поштовій марці номіналом 3 сантими 1930-х років.
Водоспад Штауббах розташований у безпосередній близькості від центру Лаутербруннена, тож до нього можна дістатися за кілька хвилин пішки від залізничної станції або парковки, без використання канатної дороги чи тривалого пішого маршруту. За бажанням відвідувачі можуть піднятися короткою ґрунтовою стежкою до оглядового майданчика, розташованого ближче до водоспаду, а далі пройти крізь тунель до платформи, розміщеної за потоком води.